# Belonepterygion fasciolatum
Belonepterygion fasciolatum es una especie de peces de la familia Plesiopidae en el orden de los Perciformes.

## Morfología
• Los machos pueden llegar alcanzar los 5 cm de longitud total.

## Distribución geográfica
Se encuentran en las Islas Ryukyu, Taiwán y Australia.